# Arcangelo Giani
Arcangelo Giani (Dicomano, 19 dicembre 1552 – Firenze, 23 dicembre 1623) è stato un presbitero e teologo italiano, storico e celebre annalista dell'Ordine dei Servi di Maria.

## Biografia
Nato da famiglia fiorentina a Dicomano il 19 dicembre 1552, fu affidato, da ragazzo, per la formazione, ai Padri della Santissima Annunziata di Firenze, tra i quali vi era un suo zio materno, il p. Arcangelo Priorini, detto Bruscolo, del quale lo stesso Giani disse: ci fu più che dolcissimo padre.. Il 6 marzo 1563 prese l'abito dei Servi come novizio. Emise la professione dei voti solenni il 19 settembre 1569. Nel 1572 venne inviato allo Studio di Santa Maria dei Servi di Bologna. Fu ordinato sacerdote nel 1573. Nel 1582 ottenne in Firenze la Laurea di Dottore in sacra Teologia e fu incorporato al Collegio dei Teologi dell'Università di Firenze, del quale fu anche due volte decano (nel 1590 e nel 1614), e del quale fece, da solo e per primo, il Catalogus virorum clarorum Collegii Universitatis Theologicae Florentinae (Firenze, Sermartelli, 1614). Si interessò, anche, insieme ad altri undici Teologi, della prima stampa delle Constitutiones Universitatis Florentinae... (Firenze, Sermartelli, 1614).
Negli anni 1582-1588, il Giani si dedicò principalmente all'insegnamento nel convento di Firenze, ove fu anche Reggente di Studio, e alla predicazione in varie città d'Italia. A questi sei anni pare che risalgano le:
- Lectiones super Genesim (tenute nel 1582 alla SS. Annunziata);
- Lectiones super Decalogum (con la data del 1584);
- Lectiones super Logicam.

Dalla primavera del 1588 a quella del 1590 dimorò a Napoli, ed ivi maturò l'idea della sua prima opera agiografico-storica: Vera origine del sacro Ordine de' Servi di Santa Maria (stampata a Firenze tra il 1590 e il 1591). Nel 1590-1591 fu di nuovo a Firenze, dove il 26 ottobre 1590 tenne una disputa teologica nella di San Marco, dei domenicani, in una solenne adunanza dell'Università Teologica. Fece ritorno a Napoli nel 1591, come Priore del convento di Santa Maria del Parto a Mergellina. Tra il 1593 e il 1594 fu per un anno a servizio del vescovo di Avellino Fulvio Passerini di Cortona.
Nel 1594-1595 il Giani fu priore della Santissima Annunziata di Firenze. A questo biennio risalgono le Lectiones 15 super «Missus est». Nel 1595 predicò il Quaresimale a Verona e nel 1596 a Rimini. Dal 1596 al 1598 fu Reggente dello Studio Fiorentino. Nel 1597 predicò la Quaresima a Mantova e nel 1598 a Reggio Emilia. Nel biennio 1598-1600 fu priore a Cortona. A questo biennio risalgono le Lectiones casuum conscientiae e le Lectiones et contemplationes ad mulieres de vita B. Mariae Virginis (1598).
A Cortona, il Giani fu a servizio del vescovo del luogo, come suo Teologo e suo Vicario Generale. Il P. Generale Montorsoli, nel 1599, avrebbe voluto il Giani a Roma in qualità di Procuratore Generale dell'Ordine, ma il vescovo di Cortona lo dissuase. Nell'agosto del 1603, diede alle stampe una Cronologia o vero Breve sommario della vita e morte del b. Filippo Benizi... (Firenze, G. Marescotti, 1604). Pubblicò anche la vita del Beato Bonaventura da Pistoia (Firenze, C. Marescotti, 1604).
Rientrato definitivamente a Firenze (tra il 1601 e il 1602), il Giani riprese la sua attività didattica. Al 1604 risalgono le Lectiones super «Salve Regina». Dopo essere stato per tre anni (1603-1606) socio del provinciale, venne eletto provinciale della Toscana per il triennio 1606-1609. Durante il suo provincialato, venne affidata al pittore Bernardino Poccetti la decorazione pittorica delle lunette del chiostro grande della Santissima Annunziata.
Padre Giani morì come un santarello - così scrisse un teste oculare, fra Gaspare da Corneto - la sera del sabato 23 dicembre 1623.

## Annales
Ma il nome del Giani è soprattutto legato all'opera poderosa degli Annales dell'Ordine dei Servi di Maria, dal 1233 al 1611 (Firenze, C. Giunta, vol. I, 1618; vol. II, 1622). Compose anche una Vita, virtù e miracoli della Beata Giuliana Falconieri (Firenze, F. Livi, 1672) e gli Acta Beati patris nostri Philippi florentini de Benitiis (1608 -1613) con la vita e gli atti del fondatore dell'Ordine, Filippo Benizi.
. Tra gli scritti inediti sono degni di rilievo:
- Miracula D. Toscanae Casalensis;
- Miracula B. Iacobi Philippi Faventini;
- Discorsi per la Quaresima, per l'Avvento e dentro l'anno;
- Lectiones Casuum Conscientiae, Cortonae habitae;
- Lectiones super Censuris, habitae Florentiae (1610);
- Opuscula de septem novae legis Sacramentis;
- Opusculum de Officio Theologi in sex partes divisum;
- Istoria della Madre Suor Anna Giuliana Gonzaga di Austria;
- Oratio de laudibus Urbis Romae;
- Oratio de laudibus Bononiensium (vedi Cerracchini, V,. bibl., p. 312-313).